# サミー・ローデス
サミー・ローデス（Sammie Rhodes、 1983年11月10日 - ）は、アメリカ合衆国のポルノ女優。コネチカット州ニューヘイブン出身。